# Campionat del Món de cursa escratx femení
El Campionat del món de scratch femení és el campionat del món de Scratch organitzat anualment per l'UCI, dins els Campionats del Món de Ciclisme en pista, i es porta disputant des del 2002.

## Quadre d'honor
| Proves | Or                        | Plata                      | Bronze                    |
| 2002   | Lada Kozlíková (CZE)      | Rochelle Gilmore (AUS)     | Olga Slyusareva (RUS)     |
| 2003   | Olga Slyusareva (RUS)     | Rochelle Gilmore (AUS)     | Adrie Visser (NED)        |
| 2004   | Yoanka González (CUB)     | Mandy Poitras (CAN)        | Olga Slyusareva (RUS)     |
| 2005   | Olga Slyusareva (RUS)     | Katherine Bates (AUS)      | Lyudmyla Vypyraylo (UKR)  |
| 2006   | María Luisa Calle (COL)   | Gina Grain (CAN)           | Olga Slyusareva (RUS)     |
| 2007   | Yumari González (CUB)     | María Luisa Calle (COL)    | Adrie Visser (NED)        |
| 2008   | Ellen van Dijk (NED)      | Yumari González (CUB)      | Belinda Goss (AUS)        |
| 2009   | Yumari González (CUB)     | Elizabeth Armitstead (GBR) | Belinda Goss (AUS)        |
| 2010   | Pascale Jeuland (FRA)     | Yumari González (CUB)      | Belinda Goss (AUS)        |
| 2011   | Marianne Vos (NED)        | Katherine Bates (AUS)      | Danielle King (GBR)       |
| 2012   | Katarzyna Pawłowska (POL) | Melissa Hoskins (AUS)      | Kelly Druyts (BEL)        |
| 2013   | Katarzyna Pawłowska (POL) | Sofia Arreola (MEX)        | Ievguénia Romaniuta (RUS) |
| 2014   | Kelly Druyts (BEL)        | Katarzyna Pawłowska (POL)  | Ievguénia Romaniuta (RUS) |
| 2015   | Kirsten Wild (NED)        | Amy Cure (AUS)             | Allison Beveridge (CAN)   |
| 2016   | Laura Trott (GBR)         | Kirsten Wild (NED)         | Stephanie Roorda (CAN)    |
| 2017   | Rachele Barbieri (ITA)    | Elinor Barker (GBR)        | Jolien D'Hoore (BEL)      |